# Coram, New York
Coram är en tätort i kommunen Brookhaven i Suffolk County i den amerikanska delstaten New York med 39 113 invånare (2010). Den har enligt United States Census Bureau en area på totalt 35,7 km². Namnet Coram anses komma från Wincoram som var namnet på en tidig invånare som hörde till den lokala indianbefolkningen.